# Anthony Briançon
Anthony Briançon (Avignon, 28 november 1994) is een Frans voetballer die doorgaans speelt als centrale verdediger. In juli 2025 verruilde hij Saint-Étienne voor Pau FC.

## Clubcarrière
Briançon speelde in de jeugdopleiding van Olympique Lyon en stapte in 2012 over naar Nîmes Olympique. Bij die club maakte hij op 16 mei 2014 zijn debuut, toen in de Ligue 2 met 1–1 gelijkgespeeld werd tegen US Créteil-Lusitanos. Otman Djellilahine opende namens dat team de score en door een doelpunt van Ousmane Cissokho werd het uiteindelijk gelijk. Briançon moest van coach René Marsiglia op de reservebank beginnen en hij mocht negen minuten na rust invallen voor Pierre Bouby.
Zijn eerste doelpunt maakte hij op 15 januari 2016, toen in eigen huis gespeeld werd tegen Clermont Foot. Die club kwam op voorsprong via Famara Diédhiou, waarna Nîmes twee keer scoorde (Anthony Koura en Steve Mounié) en Rémy Dugimont tekende voor de 2–2. Briançon was daarna goed voor de tweede voorsprong van zijn team, waarna Renaud Ripart en Mounié (tweemaal) zorgden voor een ruimere zege: 6–2. In het seizoen 2017/18 eindigde Nîmes Olympique op de tweede plaats waarmee promotie naar de Ligue 1 bereikt werd. In dat seizoen kwam Briançon tot zevenendertig competitiewedstrijden, waarin hij drie doelpunten wist te maken. Na de promotie verlengde de centrumverdediger zijn contract bij de club tot medio 2021. In juni 2019 kreeg hij contractverlenging tot medio 2022.
In de zomer van 2022 maakte Briançon transfervrij de overstap naar het gedegradeerde Saint-Étienne, waar hij voor drie jaar tekent. Aan het einde van zijn tweede seizoen, waarin Saint-Étienne promoveerde naar de Ligue 1, werd zijn contract opengebroken en met een jaar verlengd tot medio 2026. Tijdens de jaargang 2024/25 kwam Briançon maar tot één competitieoptreden, waarna club en speler besloten die zomer uit elkaar te gaan. Daarop tekende de verdediger voor twee jaar bij Pau FC.

## Clubstatistieken
| Seizoen | Club            | Competitie | Competitie | Competitie | Beker | Beker | Internationaal | Internationaal | Totaal | Totaal |
| Seizoen | Club            | Competitie | Wed.       | Dlp.       | Wed.  | Dlp.  | Wed.           | Dlp.           | Wed.   | Dlp.   |
| ------- | --------------- | ---------- | ---------- | ---------- | ----- | ----- | -------------- | -------------- | ------ | ------ |
| 2013/14 | Nîmes Olympique | Ligue 2    | 1          | 0          | 0     | 0     | —              | —              | 1      | 0      |
| 2014/15 | Nîmes Olympique | Ligue 2    | 28         | 0          | 2     | 0     | —              | —              | 30     | 0      |
| 2015/16 | Nîmes Olympique | Ligue 2    | 26         | 3          | 2     | 0     | —              | —              | 28     | 3      |
| 2016/17 | Nîmes Olympique | Ligue 2    | 34         | 6          | 1     | 0     | —              | —              | 35     | 6      |
| 2017/18 | Nîmes Olympique | Ligue 2    | 37         | 3          | 4     | 1     | —              | —              | 41     | 4      |
| 2018/19 | Nîmes Olympique | Ligue 1    | 33         | 2          | 0     | 0     | —              | —              | 33     | 2      |
| 2019/20 | Nîmes Olympique | Ligue 1    | 22         | 1          | 2     | 1     | —              | —              | 24     | 2      |
| 2020/21 | Nîmes Olympique | Ligue 1    | 16         | 0          | 0     | 0     | —              | —              | 16     | 0      |
| 2021/22 | Nîmes Olympique | Ligue 2    | 4          | 1          | 0     | 0     | —              | —              | 4      | 1      |
| 2022/23 | Saint-Étienne   | Ligue 2    | 24         | 1          | 1     | 0     | —              | —              | 25     | 1      |
| 2023/24 | Saint-Étienne   | Ligue 2    | 32         | 1          | 0     | 0     | —              | —              | 32     | 1      |
| 2024/25 | Saint-Étienne   | Ligue 1    | 1          | 0          | 0     | 0     | —              | —              | 1      | 0      |
| 2025/26 | Pau FC          | Ligue 2    | 0          | 0          | 0     | 0     | —              | —              | 0      | 0      |
| Totaal  | Totaal          | Totaal     | 258        | 18         | 12    | 2     | 0              | 0              | 270    | 20     |

Bijgewerkt op 1 juli 2025.